# Sergej Kostytjev
Sergej Pavlovitj Kostytjev, född 26 april 1877, död 21 augusti 1931, var en rysk botaniker.
Sergej Kostytjev blev professor i växtbiologi i Sankt Petersburg 1914. Kostytjevs forskning särskilt beträffande kvävebindningen mekanik var grundläggande i det att den kunde påvisa, att genom kvävebindande bakterier det elementära kvävet genom reduktion övergår i ammoniak, som därefter undgår förändringar i olika riktningar. Delvis under medverkan från Frits Went utgav Kostytjev Lehrbuch der Pflanzenphysiologie (2 band, 1926–1931).